# 2009–2010-es OFC-bajnokok ligája
A 2009–2010-es bajnokok ligája 4. szezonja. Összességében a 9. kupaszezon volt. A 2010-es döntőt a  Pápua Új-guineai Hekari United nyerte meg, története során először.

## Csapatok
- Lautoka FC – 2009-es Fidzsi-szigeteki labdarúgó-bajnokság győztese
- AS Magenta – 2009-es Új-kaledóniai labdarúgó-bajnokság győztese
- Auckland City FCCV – 2008-2009-es Új-zélandi labdarúgó-bajnokság győztese
- Waitakere United – 2008-2009-es Új-zélandi labdarúgó-bajnokság második helyezettje
- Hekari United - 2009-es Pápua Új-guineai labdarúgó-bajnokság győztese
- Marist Fire FC - 2008-2009-es Salamon-szigeteki labdarúgó-bajnokság győztese
- AS Manu-Ura – 2009-es Tahiti labdarúgó-bajnokság győztese
- Tafea FC - 2009-es vanuatui labdarúgó-bajnokság győztese

CV Címvédő

## Csoportkör

### A csoport
| Csapat           | M | Gy | D | V | G+ | G– | Gk  | P  |
| ---------------- | - | -- | - | - | -- | -- | --- | -- |
| Waitakere United | 6 | 3  | 3 | 0 | 15 | 6  | +9  | 12 |
| Auckland City FC | 6 | 3  | 3 | 0 | 13 | 5  | +8  | 12 |
| AS Magenta       | 6 | 1  | 3 | 2 | 13 | 10 | +3  | 6  |
| AS Manu-Ura      | 6 | 0  | 1 | 5 | 3  | 23 | –20 | 1  |

|                  | AUC | MAG | MAN | WAI |
| ---------------- | --- | --- | --- | --- |
| Auckland City FC | –   | 2–1 | 5–0 | 2–2 |
| AS Magenta       | 1–1 | –   | 8–1 | 1–1 |
| AS Manu-Ura      | 0–2 | 1–1 | –   | 1–5 |
| Waitakere United | 1–1 | 4–1 | 2–0 | –   |

| 2009. október 17. 15:00 UTC+13 |

| Auckland City FC                                                             | 5–0 | AS Manu-Ura |
| ---------------------------------------------------------------------------- | --- | ----------- |
| Ivan Vicelich 18' Chad Coombes 34' Daniel Koprivcic 69' 80' 90+1' (11-esből) |     |             |

| Kiwitea Street, Auckland Nézőszám: 875 Játékvezető: Gerard Parsons (ausztrál) |

| 2009. október 24. 16:00 UTC+11 |

| AS Magenta              | 1–1 | Waitakere United |
| ----------------------- | --- | ---------------- |
| Aaron Scott 78' (öngól) |     | Brent Fisher 37' |

| Stade Numa-Daly Magenta, Noumea Nézőszám: 2000 Játékvezető: Norbert Hauata (tahiti) |

----
| 2009. november 7. 15:00 UTC+13 |

| Waitakere United                                | 2–0 | AS Manu-Ura |
| ----------------------------------------------- | --- | ----------- |
| Benjamin Totori 55' Brent Fisher 86' (11-esből) |     |             |

| Fred Taylor Park, Auckland Játékvezető: Kevin Docherty (ausztrál) |

| 2009. november 8. 15:00 UTC+13 |

| Auckland City FC                       | 2–1 | AS Magenta   |
| -------------------------------------- | --- | ------------ |
| Matt Williams 47' Daniel Koprivcic 52' |     | Lamo Xewe 6' |

| Kiwitea Street, Auckland Játékvezető: Rakesh Varman (Fidzsi-szigetek) |

----
| 2009. november 28. 15:00 UTC+13 |

| Waitakere United | 1–1 | Auckland City FC |
| ---------------- | --- | ---------------- |
| Brent Fisher 42' |     | Chad Coombes 30' |

| Fred Taylor Park, Auckland Játékvezető: Jamie Cross (Új-zélandi) |

| 2009. október 27. 17:00 UTC-10 |

| AS Manu-Ura        | 1–1 | AS Magenta          |
| ------------------ | --- | ------------------- |
| Billy Mataitai 68' |     | Philippe Kokono 46' |

| Stade Hamuta, Papeete Játékvezető: Peter O'Leary (Új-zélandi) |

----
| 2010. február 12. 19:30 UTC-10 |

| AS Manu-Ura | 0–2 | Auckland City FC                  |
| ----------- | --- | --------------------------------- |
|             |     | Ian Hogg 63' Daniel Koprivcic 89' |

| Stade Hamuta, Papeete Játékvezető: Rakesh Varman (Fidzsi-szigetek) |

| 2010. február 20. 15:00 UTC+13 |

| Waitakere United                                                          | 4–1 | AS Magenta      |
| ------------------------------------------------------------------------- | --- | --------------- |
| Martin Bullock 39' Benjamin Totori 40' Ryan De Vries 78' Brent Fisher 80' |     | Ludovic Boit 6' |

| Fred Taylor Park, Auckland |

----
| 2010. március 6. 15:00 UTC+11 |

| AS Magenta       | 1–1 | Auckland City FC     |
| ---------------- | --- | -------------------- |
| Andre Sinedo 53' |     | Daniel Koprivcic 13' |

| Stade Numa-Daly Magenta, Noumea Játékvezető: Norbert Hauata (tahit) |

| 2010. március 19. 19:30 UTC-10 |

| AS Manu-Ura         | 1–5 | Waitakere United                                          |
| ------------------- | --- | --------------------------------------------------------- |
| Hiroana Poroiea 30' |     | Jason Rowley 28' 58' Roy Krishna 42' Allan Pearce 45' 60' |

| Stade Hamuta, Papeete Játékvezető: Isidore Assiene-Ambassa (új-kaledóniai) |

----
| 2010. március 27. 15:00 UTC+11 |

| AS Magenta | 8–1 | AS Manu-Ura         |
| --- | --- | ------------------- |
| Pierre Wajoka 14' Stephane Tuairau 18' (öngól) Marius Bako 31' Noel Kaudre 49' Paul Poatinda 58' Judicaël Ixoéé 82' Lamo Xewe 90' Jean-Philippe Saiko 90+1' |     | Hiroana Poroiea 45' |

| Stade Numa-Daly Magenta, Noumea |

| 2010. március 28. 15:00 UTC+13 |

| Auckland City FC                      | 2–2 | Waitakere United       |
| ------------------------------------- | --- | ---------------------- |
| Daniel Koprivcic 30' Greg Uhlmann 70' |     | Benjamin Totori 3' 58' |

| Kiwitea Street, Auckland Nézőszám: 2500 Játékvezető: Norbert Hauata (tahiti) |

### B csoport
| Csapat        | M | Gy | D | V | G+ | G– | Gk  | P  |
| ------------- | - | -- | - | - | -- | -- | --- | -- |
| Hekari United | 6 | 4  | 1 | 1 | 15 | 7  | +8  | 13 |
| Lautoka FC    | 6 | 4  | 0 | 2 | 12 | 6  | +6  | 12 |
| Tafea FC      | 6 | 2  | 2 | 2 | 8  | 11 | –3  | 8  |
| Marist Fire   | 6 | 0  | 1 | 5 | 3  | 14 | –11 | 1  |

|               | HEK | LAU | MAR | TAF |
| ------------- | --- | --- | --- | --- |
| Hekari United | –   | 1–2 | 2–1 | 4–0 |
| Lautoka FC    | 0–1 | –   | 3–0 | 1–2 |
| Marist Fire   | 1–4 | 1–3 | –   | 0–2 |
| Tafea FC      | 3–3 | 1–3 | 0–0 | –   |

| 2009. október 17. 15:00 UTC+11 |

| Tafea FC                                            | 3–3 | Hekari United                       |
| --------------------------------------------------- | --- | ----------------------------------- |
| Silas Namatak 1' Robert Tom 34' François Sakama 45' |     | Kema Jack 40' 42' Benjamin Mela 50' |

| Korman Stadium, Port Vila Nézőszám: 4000 Játékvezető: Jamie Cross (Új-zélandi) |

| 2009. október 18. 15:00 UTC+11 |

| Marist Fire       | 1–3 | Lautoka FC                                                |
| ----------------- | --- | --------------------------------------------------------- |
| Abraham Iniga 82' |     | Kamal Hassan 14' Samuela Kautoga 20' Nahuel Arrarte 90+2' |

| Lawson Tama Stadium, Honiara Nézőszám: 16 000 Játékvezető: Chris Kerr (Új-zélandi) |

----
| 2009. november 7. 15:00 UTC+11 |

| Marist Fire | 0–2 | Tafea FC                               |
| ----------- | --- | -------------------------------------- |
|             |     | François Sakama 48' Etienne Mermer 51' |

| Lawson Tama Stadium, Honiara Játékvezető: Andrew Achari (Fidzsi-szigeteki) |

| 2009. november 7. 15:00 UTC+10 |

| Hekari United | 1–2 | Lautoka FC                          |
| ------------- | --- | ----------------------------------- |
| Kema Jack 28' |     | Valerio Nawatu 69' Apisai Smith 76' |

| PMRL Stadium, Port Moresby Nézőszám: 10 000 Játékvezető: John Saohu (Salamon-szigeteki) |

----
| 2009. november 29. 15:00 UTC+13 |

| Lautoka FC           | 1–2 | Tafea FC                                   |
| -------------------- | --- | ------------------------------------------ |
| Valerio Nawatu 45+1' |     | Jean Nako Naprapol 22' François Sakama 77' |

| Churchill Park, Lautoka Nézőszám: 6000 Játékvezető: Norbert Hauata (Tahiti) |

| 2009. december 5. 15:00 UTC+10 |

| Hekari United                   | 2–1 | Marist Fire        |
| ------------------------------- | --- | ------------------ |
| Kema Jack 48' Joachim Waroi 52' |     | Commins Menapi 82' |

| PMRL Stadium, Port Moresby Nézőszám: 2000 Játékvezető: Chris Beath (Ausztrál) |

----
| 2010. február 13. 15:00 UTC+10 |

| Hekari United                                             | 4–0 | Tafea FC |
| --------------------------------------------------------- | --- | -------- |
| Tuimasi Manuca 14' Alick Maemae 20' 28' Joachim Waroi 84' |     |          |

| PMRL Stadium, Port Moresby Játékvezető: Peter O'Leary (Új-Zéland) |

| 2010. február 14. 15:00 UTC+13 |

| Lautoka FC                                          | 3–0 | Marist Fire |
| --------------------------------------------------- | --- | ----------- |
| Osea Vakatalesau 8' Alvin Avinesh 49' Jone Vono 73' |     |             |

| Churchill Park, Lautoka |

----
| 2010. március 6. 15:00 UTC+11 |

| Tafea FC | 0–0 | Marist Fire |
| -------- | --- | ----------- |
|          |     |             |

| Korman Stadium, Port Vila Játékvezető: Isidore Assiene-Ambassa (új-kaledóniai) |

| 2010. március 7. 15:00 UTC+13 |

| Lautoka FC | 0–1 | Hekari United      |
| ---------- | --- | ------------------ |
|            |     | Henry Fa'arodo 54' |

| Churchill Park, Lautoka Játékvezető: Chris Kerr (Új-Zéland) |

----
| 2010. március 27. 15:00 UTC+11 |

| Marist Fire        | 1–4 | Hekari United                                              |
| ------------------ | --- | ---------------------------------------------------------- |
| Commins Menapi 78' |     | Alick Maemae 18' 29' Henry Fa'arodo 29' Pita Bolaitoga 39' |

| Lawson Tama Stadium, Honiara |

| 2010. március 27. 15:00 UTC+11 |

| Tafea FC          | 1–3 | Lautoka FC                                      |
| ----------------- | --- | ----------------------------------------------- |
| Geoffrey Gete 57' |     | Samuela Vula 35' Jone Vono 51' Sailesh Samy 86' |

| Korman Stadium, Port Vila |

## Döntő
| 1. csapat     | Össz. | 2. csapat        | 1. mérk. | 2. mérk. |
| ------------- | ----- | ---------------- | -------- | -------- |
| Hekari United | 4–2   | Waitakere United | 3–0      | 1–2      |

| 2010. április 17. 15:00 UTC+10 |

| Hekari United                      | 3–0         | Waitakere United |
| ---------------------------------- | ----------- | ---------------- |
| Kema Jack 27' 73' Alick Maemae 49' | Jegyzőkönyv |                  |

| PMRL Stadium, Port Moresby Nézőszám: 15 000+ Játékvezető: Gerard Parsons (Ausztrália) |

| 2010. május 2. 14:00 UTC+12 |

| Waitakere United                           | 2–1 | Hekari United            |
| ------------------------------------------ | --- | ------------------------ |
| Neil Emblen 3' Brent Fisher 84' (11-esből) |     | Kema Jack 35' (11-esből) |

| Fred Taylor Park, Auckland Nézőszám: 3000 Játékvezető: Norbert Hauata (Tahiti) |

A Hekari United összesítésben 4 – 2-re nyert és ezzel kijutott a 2010-es klub-világbajnokság-ra.

## Győztes
| A 2009–2010-es OFC-bajnokok ligája győztese |
| ------------------------------------------- |
| Hekari United 1. cím                        |

## Gólszerzők
2010. május 2.
| Helyezés | Játékos          | Csapat           | MN1 | MN2 | MN3 | MN4 | MN5 | MN6 | D1 | D2 | Összes |
| -------- | ---------------- | ---------------- | --- | --- | --- | --- | --- | --- | -- | -- | ------ |
| 1        | Kema Jack        | Hekari United    | 2   | 1   | 1   |     |     |     | 2  | 1  | 7      |
| 1        | Daniel Koprivcic | Auckland City FC | 3   | 1   |     | 1   | 1   | 1   |    |    | 7      |
| 3        | Brent Fisher     | Waitakere United | 1   | 1   | 1   | 1   |     |     |    | 1  | 5      |
| 3        | Alick Maemae     | Hekari United    |     |     |     | 2   |     | 2   | 1  |    | 5      |
| 5        | Benjamin Totori  | Waitakere United |     |     |     |     |     | 2   |    |    | 4      |
| 6        | François Sakama  | Tafea FC         | 1   | 1   | 1   |     |     |     |    |    | 3      |
| 7        | Chad Coombes     | Auckland City FC | 1   |     | 1   |     |     |     |    |    | 2      |
| 7        | Henry Fa'arodo   | Hekari United    |     |     |     |     | 1   | 1   |    |    | 2      |
| 7        | Commins Menapi   | Marist Fire      |     |     | 1   |     |     | 1   |    |    | 2      |
| 7        | Valreio Nawatu   | Lautoka FC       |     | 1   | 1   |     |     |     |    |    | 2      |
| 7        | Allan Pearce     | Waitakere United |     |     |     |     | 2   |     |    |    | 2      |
| 7        | Hiroana Poroiea  | AS Manu-Ura      |     |     |     |     | 1   | 1   |    |    | 2      |
| 7        | Jason Rowley     | Waitakere United |     |     |     |     | 2   |     |    |    | 2      |
| 7        | Jone Vono        | Lautoka FC       |     |     |     | 1   |     | 1   |    |    | 2      |
| 7        | Joachin Waroi    | Hekari United    |     |     | 1   | 1   |     |     |    |    | 2      |
| 7        | Lamo Xewe        | AS Magenta       |     | 1   |     |     |     | 1   |    |    | 2      |

- 32 játékos szerzett egy gólt
- 2 öngól